# Marie Sebagová
Marie Sebagová (francouzsky Marie Rachel Sebag) (* 15. října 1986, Paříž) je francouzská šachistka, čtyřnásobná účastnice šachové olympiády žen s družstvem Francie.

## Tituly
V roce 2008 získala titul velmistr.

## Šachové olympiády žen
| Rok  | Olympiáda | Místo           | Deska | ELO  | body/ partie | pořadí na šachovnici | pořadí družstvo |
| 2002 | 35.       | Bled            | 2.    | 2362 | 6/11         | 25.                  | 24.             |
| 2004 | 36.       | Calvià          | 2.    | 2428 | 6/11         | 27.                  | 5.              |
| 2008 | 38.       | Drážďany        | 1.    | 2533 | 6,5/9        | 9.                   | 13.             |
| 2010 | 39.       | Chanty-Mansijsk | 1.    | 2499 | 6,5/9        | 15.                  | 16.             |